# Шилка (приток Енисея)
Шилка — река в Красноярском крае России. Длина — 105 км. Площадь бассейна — 1570 км². Правый приток Енисея (на 2230-м км).
По данным государственного водного реестра России относится к Енисейскому бассейновому округу. Код водного объекта — 17010300512116100024610.